# 和泉中央站
和泉中央站（日语：／ Izumi-chūō eki */?）是位於大阪府和泉市伊吹野，屬於南海電氣鐵道泉北線的鐵路車站。車站編號為NK92。

## 歷史
- 1995年4月1日 - 開業。
- 2002年 - 入选第三轮近畿車站百選。
- 2005年4月1日 - 開業10周年。
- 2006年4月29日 - 和泉中央站房内开设和泉市观光信息中心。
- 2025年4月1日 - 伴隨泉北高速鐵道被吸收合併，成為南海電氣鐵道泉北線的車站。同時車站編號從SB06改為NK92。

## 車站結構

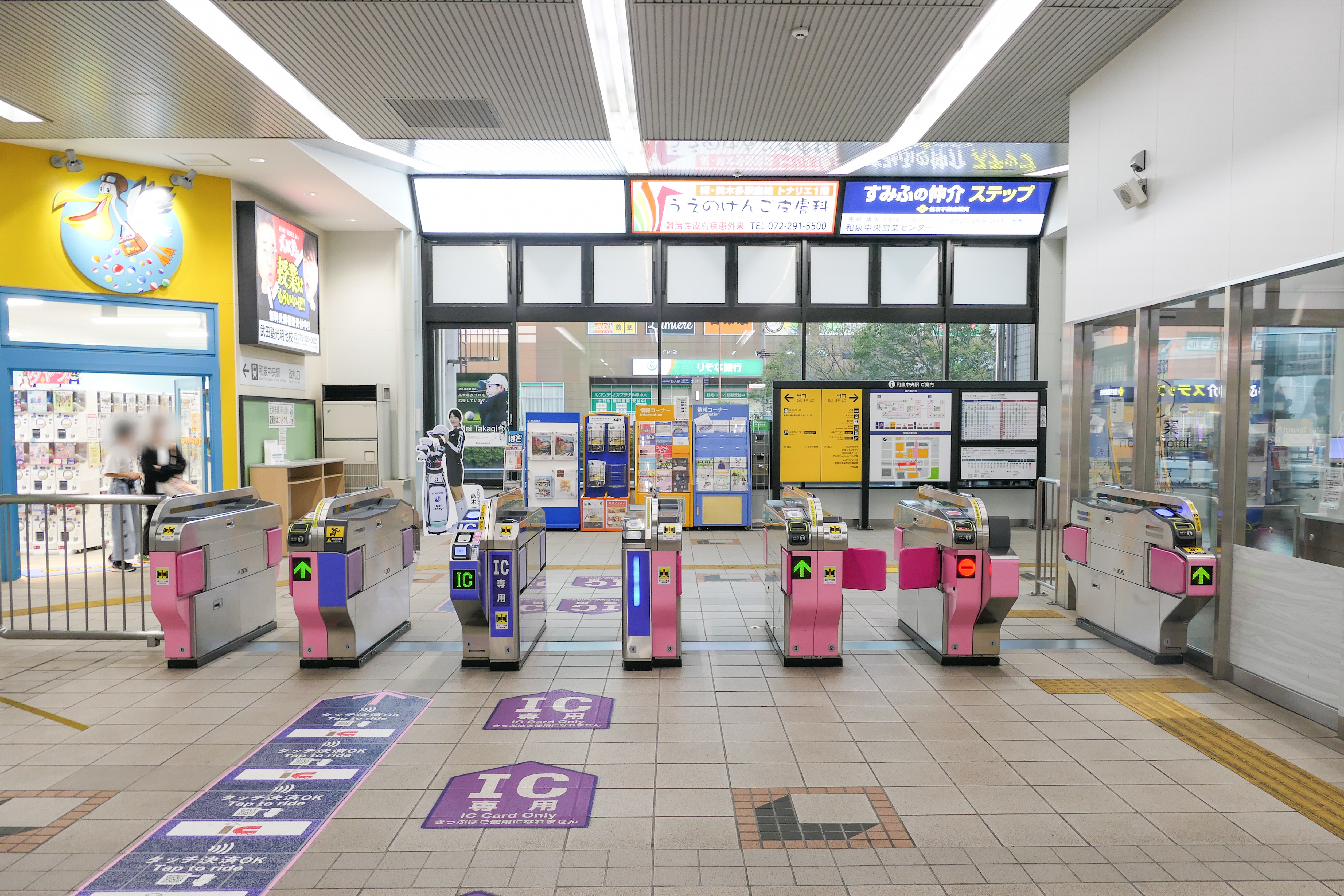
檢票口（2023年11月）

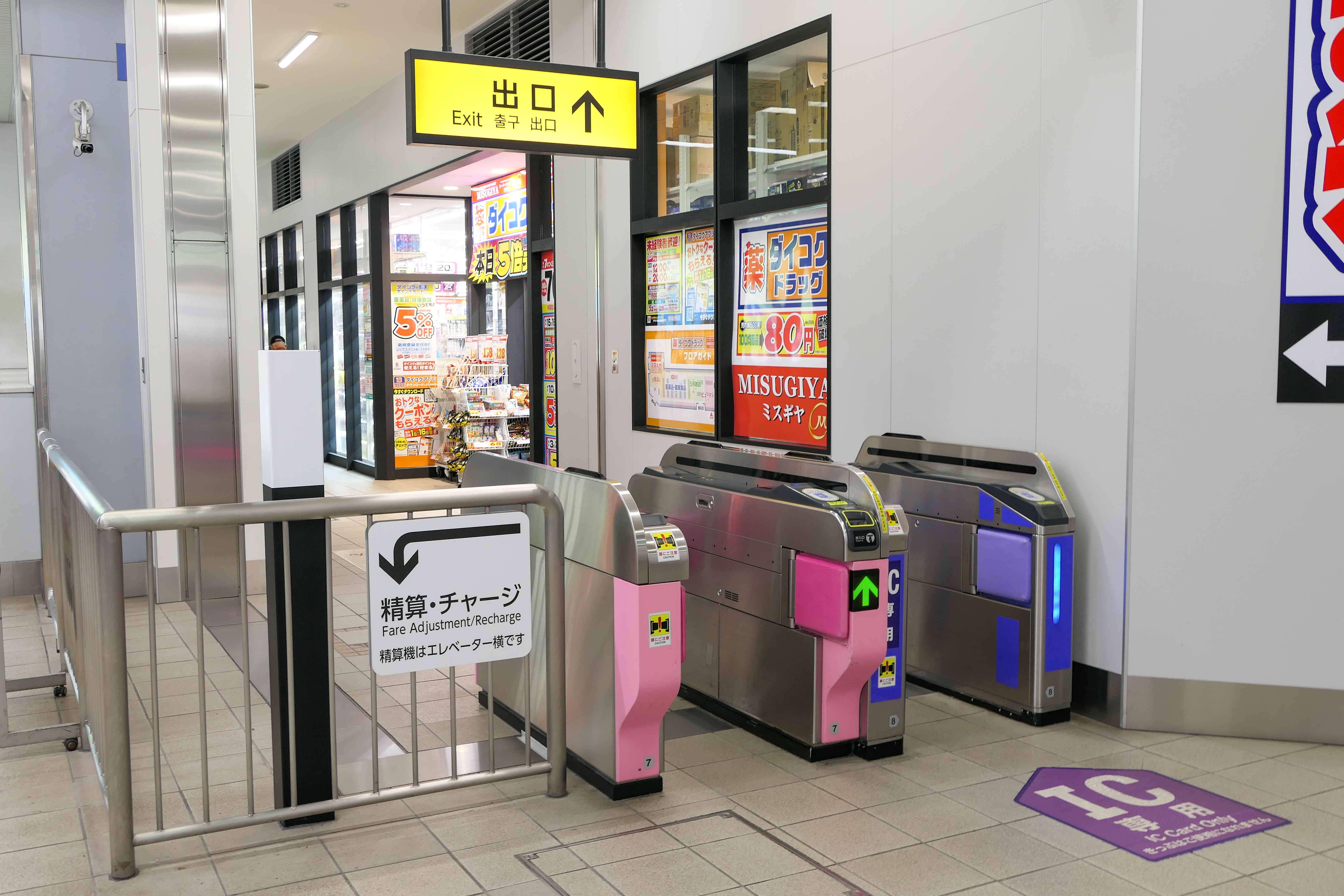
出口專用檢票口（2023年11月）

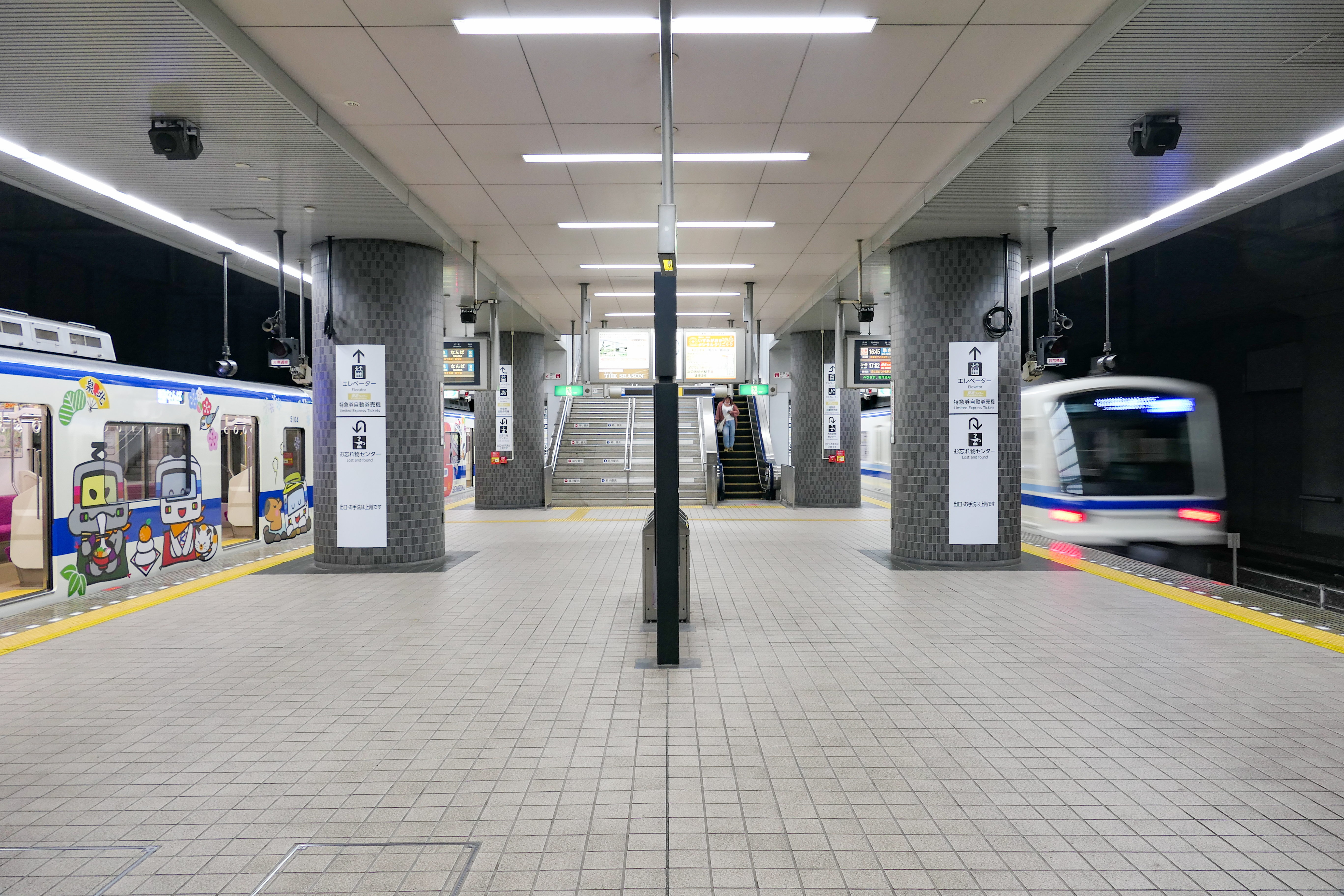
1號與2號月臺（2023年11月）

本站為島式月台1面2線的地面車站，並設有跨站式站房。

### 月台配置
| 月台 | 路線   | 方向 | 目的地                                           |
| ---- | ------ | ---- | ------------------------------------------------ |
| 1、2 | 泉北線 | 上行 | 光明池、泉丘、中百舌鳥、（高野線）堺東、難波方向 |

## 可供轉乘的巴士路線
- 和泉中央站南側，南海巴士的南海翼巴士南部（日语：南海ウイングバス南部）的巴士總站。
- 公共汽車
  - 站周邊地區行，「泉大津站前」（南海本線）行、「和泉府中站前」（和泉府中車庫前）（JR阪和線）行、「岸和田站前」（南海本線）行運行。
    - 『』向的巴士，5番乘降場發車。

  - 關西空港行的『Sorae』（ソラエ）運行。
  - 梅田、難波的南海深夜急行巴士乘入（降車）。
  - 新宿站經由東京站行的夜行巴士的停車。
- 站西側ロ有計程車的乘降場。

## 車站設施
- 公用卫生间
- 公共電話
- 无障碍设施
- 母婴室
- 商店
- 點字券賣機
- 其他便民设施

## 相鄰車站
南海電氣鐵道
 泉北線
- ■特急「泉北Liner」到發站

■區間急行、■準急、■各站停車
光明池（NK91）－和泉中央（NK92）

## 外部連結
- 和泉中央站 （页面存档备份，存于） - 南海電氣鐵道